# Ред Рок (Оклахома)
Ред Рок (енгл. Red Rock) град је у америчкој савезној држави Оклахома.

## Демографија
По попису из 2010. године број становника је 283, што је 10 (-3,4%) становника мање него 2000. године.
| Група             | 2000.      | 2010.      |
| Белци             | 59 (20,1%) | 71 (25,1%) |
| Афроамериканци    | 0 (0,0%)   | 0 (0,0%)   |
| Азијати           | 0 (0,0%)   | 0 (0,0%)   |
| Хиспаноамериканци | 3 (1,0%)   | 16 (5,7%)  |
| Укупно            | 293        | 283        |